# Peter Andrejevič Kozen
Peter Andrejevič Kozen (rusko Козен Петр Андреевич), ruski general, * 1778, † 1853.
Kot poveljnik gardne konjeniške artilerije je bil eden izmed pomembnejših generalov, ki so se borili med Napoleonovo invazijo na Rusijo; posledično je bil njegov portret dodan v Vojaško galerijo Zimskega dvorca.

## Življenje
Izobrazbo je prejel na Artilerijski in inženirski šoli poljskega plemstva, ki jo je končal julija 1796 s činom artilerijskega kadeta; že januarja 1797 je postal poročnik. 
Oktobra 1803 je postal kozaški štabni stotnik in avgusta 1808 je bil povišan v polkovnika. Februarja 1811 je postal poveljnik artilerijske brigade in aprila istega leta poveljnik gardne konjeniške artilerije. Na tem mestu se je odlikoval med Napoleonovimi vojnami, tako da je bil maja 1813 povišan v generalmajorja. 
Leta 1825 je bil odpuščen iz službe, a je bil 10. januarja 1826 ponovno sprejet kot častnik za posebne zadolžitve. Julija istega leta je bil povišan v generalporočnika. 
Januarja 1827 je postal vodja usposabljanja artilerijske brigade v sankt-peterburški garniziji; julija naslednje leto je postal še inšpektor lokalnih arzenalov. 
V usposabljanje artileristov je vpeljal tudi poznavanje proizvodnje smodnika, tehnologijo izdelave in popravila artilerijske oborožitve ter streliva,... Septembra 1834 je postal vodja novega raketnega inštituta, ki je bil odgovoren za izdelavo bojnih raket in izboljšanjem proizvodnje raket. 
Zaradi njega je Rusija v tem času imela najbolj napredne raketne sisteme v Evropi, zaradi česar je bil 17. marca 1845 povišan v generala artilerije.